# Manoir de la Haule
Le manoir de la Haule est un manoir situé à Aclou, dans le département de l'Eure en Normandie.

## Localisation
Le manoir de la Haule se situe dans la commune d'Aclou, dans l'Ouest du département de l'Eure, au sein de la région naturelle du Lieuvin. Édifié à environ 3 km au sud-ouest de la ville de Brionne, il jouxte la vallée de la Risle, laquelle marque la limite avec le plateau du Neubourg.

## Toponymie
La Haule est issue de l'ancien norrois hallr « pente, déclivité ».

## Historique
La construction du manoir remonterait aux années 1360, c'est-à-dire durant la guerre de Cent Ans. L'édifice constituait une dépendance du prieuré Saint-Lô de Rouen.
Saisi comme bien national à la Révolution, il est ensuite vendu. Il constitue, depuis, le siège d'une exploitation agricole, encore en activité aujourd'hui.

## Architecture

### Le logis
Le logis a été édifié au XIVe siècle, probablement vers 1360. Il est composé d'un corps central constitué d'une grande salle de plain-pied sous charpente apparente. Cette partie centrale est encadrée par deux corps de logis abritant les chambres et placés en retour, au nord.

Les murs du rez-de-chaussée sont faits en blocage de silex et pierres de taille tandis que ceux de l'étage sont en pans de bois. L'ensemble est surmonté d'un toit à forte pente. 

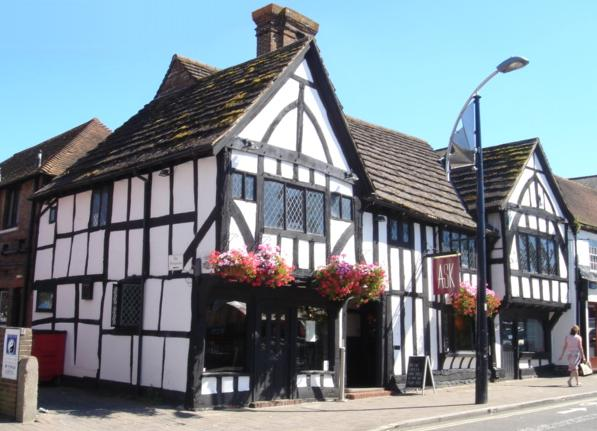
Exemple de construction anglaise dite "Hall house" (Crawley).

Son architecture correspond à un type de construction fréquent en Angleterre, mais peu répandu en Normandie. En effet, même si les ailes au nord ne sont pas saillantes, le plan de l'édifice se rapproche d'un H et du plan appelé par les Britanniques Hall and cross-wings H-plan.
Par ailleurs, la structure de la grande salle est un base-cruck, c'est-à-dire qu'elle est constituée d'une charpente à courbes. Celle-ci, faite d'entraits, de courts poinçons et d'arbalétriers cintrés massifs, est caractéristique des halls ouverts sous charpente de l'architecture anglaise du XIVe siècle.
Le logis a été remanié au XIXe siècle au détriment de certaines dépendances qui ont été délaissées, comme en témoignent les vestiges d'un ancien pressoir.

### La grange dîmière

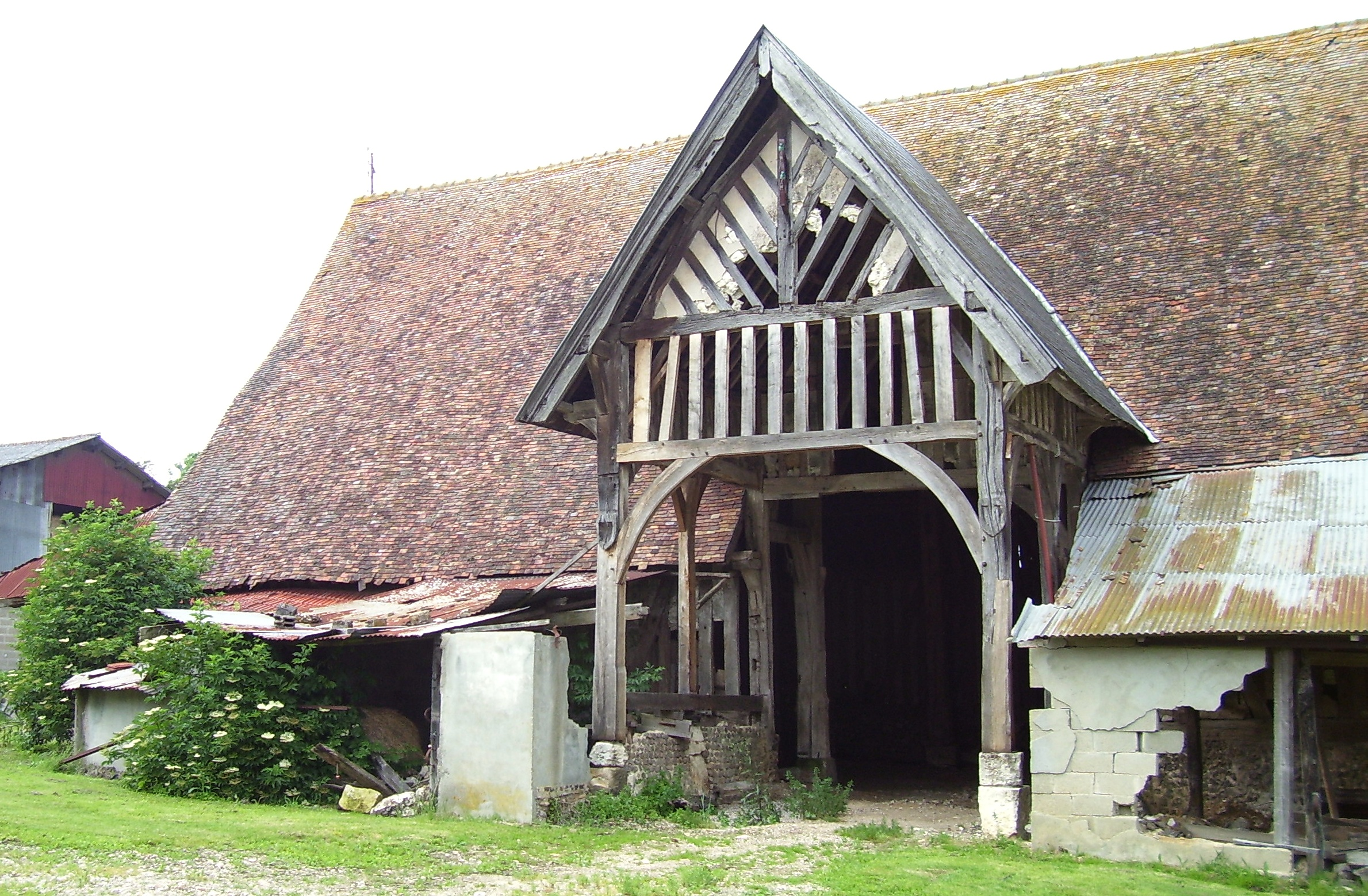
La grange dîmière.

La grange dîmière, destinée à recevoir les revenus agricoles du prieuré, a été construite à la fin du XVe siècle, probablement vers 1491. De plan rectangulaire, la grange est à trois nefs et possède un porche d'entrée en avancée et à étage. Son soubassement est en moellons de silex avec des chaînes en pierres de taille. La charpente à fermes est soutenue par deux rangées de poteaux délimitant un vaisseau central et des bas-côtés. Au niveau du grand porche, les piliers gardent encore les traces d'écussons sculptés surmontés du bâton prieural.
En 2016, la grange fait l'objet d'une restauration par l'association "Charpentiers sans frontières" avec les gestes et le savoir-faire d'autrefois.

## Protection
Le manoir de la Haule fait l'objet d'un classement au titre des monuments historiques par arrêté du 12 juin 2020. Cette inscription concerne le logis et la grange, en totalité.